# Lądowisko Płock-Szpital
Lądowisko Płock-Szpital – lądowisko sanitarne w Płocku, w województwie mazowieckim, położone przy ul. Medycznej 19. Przeznaczone jest do wykonywania startów i lądowań śmigłowców sanitarnych i ratowniczych w dzień i w nocy o dopuszczalnej masie startowej do 5700 kg.
Zarządzającym lądowiskiem jest Wojewódzki Szpital Zespolony im. Marcina Kacprzaka w Płocku. W roku 2014 zostało wpisane do ewidencji lądowisk Urzędu Lotnictwa Cywilnego pod numerem 273